# Figo (cầu thủ bóng đá)
Osvaldo Tavares Oliveira, hay Figo (sinh ngày 14 tháng 7 năm 1986) là một cầu thủ bóng đá người Cabo Verde thi đấu cho Vilafranquense.

## Sự nghiệp câu lạc bộ
Anh ra mắt chuyên nghiệp tại Giải bóng đá hạng nhất quốc gia Bồ Đào Nha cho Oriental vào ngày 22 tháng 8 năm 2015 trong trận đấu trước Porto B.